# IC 3470
IC 3470 је елиптична галаксија у сазвјежђу Дјевица која се налази на листи објеката дубоког неба у Индекс каталогу.
Деклинација објекта је + 11° 15' 48" а ректасцензија 12h 32m 23,3s. Привидна величина (магнитуда) објекта IC 3470 износи 13,4 а фотографска магнитуда 14,4. Налази се на удаљености од 14,6 милиона парсека од Сунца. IC 3470 је још познат и под ознакама MCG 2-32-122, CGCG 70-153, VCC 1431, NPM1G +11.0318, PGC 41573.